# 1905年大西洋飓风季
1905年大西洋飓风季确定存在五个热带气旋，其中两个曾登陆美国。第一个天气系统最初于9月6日在向风群岛附近出现，第四号热带风暴于10月11日在纽芬兰与拉布拉多较远处海域转变成温带气旋，都在大西洋盆地每年绝大多数热带天气活动的时间范围内。10月5至10日间，第四和第五个热带气旋曾同时存在。
全季五个热带气旋中只有第四个达到飓风强度，是1890年后最少的一年。不过，这场飓风的最高风速达每小时195公里，不但是本季最强风暴，而且达到现代萨菲尔-辛普森飓风等级下的三级飓风标准，属大型飓风。气旋产生的疯狗浪导致“坎帕尼亚号”汽船至少六人遇难。此外，本季首场风暴还在巴巴多斯致使一艘双桅纵帆船沉没，船上两人丧生。
这年飓风季的低迷活跃程度还经累积气旋能量指数反映出来，数值仅28，是1864年后新低。大致来说，气旋能量指数通过飓风强度和持续时间计算，强度越高、持续时间越长的风暴，其指数也相应越高。只有在热带天气系统风速达到或超过每小时63公里（34节）或热带风暴强度时才会计算该指数，并纳入全面的气象公告，并且亚热带气旋的指数不会计入累积数值。

## 风暴

### 第一号热带风暴
9月6日，格林纳达以东海域出现本季首场热带风暴。气旋规模很小，于9月7日清晨快速经过小安的列斯群岛南部。次日，风暴强度下滑至热带低气压标准，之后被规模更大但强度不及的天气系统吸收。从布里奇敦出发前往苏利南的一艘双桅纵帆船在离港次日就遇上恶劣海况，不得不返航。但船还是撞上码头并沉没，船长及另一名船员被卷走后溺毙。

### 第二号热带风暴
据大西洋飓风数据库记载，9月11日，向风群岛东北方向海域有热带风暴形成。气旋稳步朝西北偏西移动并逐渐增强，于9月13日达到持续风速每小时约95公里的最高强度。接下来风暴转向西北并开始减弱，前进速度也随之放缓。到了9月16日，气旋已弱化成热带低气压并在不久后消散。

### 第三号热带风暴
美国国家气象局驻路易斯安那州新奥尔良办事处的天气报告表明，9月24日天鹅群岛西北偏北约30公里海域有热带风暴存在。气旋略有增强，于9月25日中午12点左右从金塔纳罗奥州蓬塔艾伦（Punta Allen）附近登陆。次日清晨，风暴进入墨西哥湾并朝西北偏北移动，于次日中午左右达到风力时速85公里的最高强度。9月28日晚，风暴回转向东北偏北移动，逐渐逼近美国墨西哥湾沿岸地区，于次日上午10点以最高强度从路易斯安那州弗米利恩堂区最西南角登陆。气旋在陆地上空缓慢减弱，最终于9月30日在阿肯色州上空消散。美国墨西哥湾中部沿岸地区出现狂风和大浪，船舶只能留在港口。

### 第四号飓风
10月1日，西南加勒比海发展出热带低气压。气旋缓慢向东北偏北移动，于10月3日清晨达到热带风暴强度。次日，系统转向东北绕过京斯敦，但岛上还是出现降水。10月5日晚至次日清晨，风暴经过向风海峡。古巴东部出现大风，但破坏程度尚轻。进入大西洋后，气旋又经过巴哈马和特克斯和凯科斯群岛，但同样没有造成破坏，然后在行进至百慕大至特克斯和凯科斯群岛之间的中途附近海域时增强成萨菲尔-辛普森飓风等级下的一级飓风。
10月8日晚，风暴在从百慕大以南洋面经过时强化为二级飓风。岛上持续风速有烈风强度，阵风则达到飓风标准，但显然也没有造成严重破坏。10月9日清晨，气旋增强成三级飓风并达到风力时速195公里的最高强度。10月10日，风暴强度回落至二级飓风标准，再于次日清晨转变成温带气旋。“坎帕尼亚号”（Campania）汽船遇到风暴残留并遭遇“灾难般的”巨大疯狗浪。海水涌入船仓，五名船员被卷走，估计均已溺毙，另有至少30人受伤，其中一人伤重不治。10月13日，飓风的温带残留在拉布拉多海上空消散。

### 第五号热带风暴
10月5日，尤卡坦半岛以北约170公里的墨西哥湾出现热带风暴。气旋在穿越墨西哥湾期间缓慢增强，于10月8日清晨达到持续风速每小时85公里的最高强度。次日下午17点，风暴以最高强度从路易斯安那州摩根城附近登陆，然后在内陆上空快速弱化，于10月10日在密西西比州上空转变成温带气旋。10月11日，风暴的温带残留在弗吉尼亚州上空消散。风暴残留在美国东部和加拿大大西洋省份降下暴雨，除此以外基本没有产生影响。